# 목감고등학교
목감고등학교(牧甘高等學校)는 대한민국 경기도 시흥시 조남동에 있는 공립 고등학교이다.

## 학교 연혁
- 2017년 4월 18일 : 목감고등학교 설립 인가 (3년제 30학급)
- 2018년 11월 20일 : 목감고등학교 착공
- 2020년 3월 1일 : 초대 이훈술 교장 취임
- 2020년 3월 2일 : 개교 및 9학급 153명 입학
- 2020년 3월 13일 : 단위학교 특별교육프로그램 운영기관 지정 (경기도교육청)
- 2020년 4월 6일 : 녹색건축 인증 (한국환경건축연구원)
- 2021년 3월 1일 : 혁신학교 지정 (경기도교육청)
- 2021년 3월 1일 : 고교학점제 선도학교 지정 (경기도교육청)
- 2023년 1월 4일 : 제1회 졸업식 (9학급 137명)
- 2024년 1월 5일 : 제2회 졸업식 (8학급 139명)
- 2024년 3월 1일 : 제3대 정선모 교장 취임
- 2024년 3월 4일 : 10학급 258명 입학

## 참고 자료
- 목감고등학교 - 한국교육학술정보원 학교알리미